# 발카주
발카주(아랍어: محافظة البلقاء)는 요르단 서부에 위치한 주로, 주도는 살트이며 면적은 1,076km2, 인구는 349,580명(2007년 기준)이다.
북쪽으로는 이르비드주와 아질룬주, 제라시주, 동쪽으로는 자르카주, 암만주와 인접해 있으며 남쪽으로는 마다바주, 서쪽으로는 요르단강과 사해를 경계로 팔레스타인과 인접해 있다.